# Cambarus fasciatus
Cambarus fasciatus е вид ракообразно от семейство Cambaridae.

## Разпространение и местообитание
Видът е разпространен в САЩ (Джорджия).
Обитава пясъчните дъна на сладководни басейни, реки и потоци.